# Чжансянь
Чжанся́нь (кит. упр. 漳县, пиньинь Zhāng xiàn) — уезд городского округа Динси провинции Ганьсу (КНР). Уезд назван по реке Чжаншуй.

## История
При империи Хань в 76 году в этих местах был создан уезд Чжансянь (障县, «пограничный уезд»). При империи Тан во времена правления императрицы У Цзэтянь он был переименован в Уян (武阳县). Впоследствии эти земли были захвачены тибетцами.
При империи Сун в этих местах было основано укрепление Яньчуань (盐川寨). Когда эти земли вошли в состав чжурчжэньской империи Цзинь, то укрепление было преобразовано в посёлок. Во времена правления монголов в 1270 году вокруг посёлка был вновь образован уезд Чжансянь (障县). При империи Мин написание названия уезда было изменено на 漳县. При империи Цин в 1829 году уезд Чжансянь был присоединён к уезду Лунси.
В 1913 году уезд Чжансянь был образован вновь.
В 1949 году был образован Специальный район Миньсянь (岷县专区), и уезд вошёл в его состав. В мае 1950 года Специальный район Миньсянь был расформирован, и уезд перешёл в состав Специального района Тяньшуй (天水专区). В 1958 году уезд Чжансянь был присоединён к уезду Ушань.
В 1961 году уезд Чжансянь был воссоздан и передан в состав Специального района Линьтао (临洮专区). В 1963 году Специальный район Линьтао был расформирован, и уезд Чжансянь вернулся в состав Специального район Тяньшуй. В 1969 году Специальный район Тяньшуй был переименован в Округ Тяньшуй (天水地区).
В 1985 году округ Тяньшуй был расформирован, и уезд Чжансянь перешёл в состав округа Динси (定西地区).
Постановлением Госсовета КНР от 4 апреля 2003 года был расформирован округ Динси и образован городской округ Динси.

## Административное деление
Уезд делится на 10 посёлков и 3 волости.